# Championnat du Ghana de football 1989-1990
Navigation
Saison précédente Saison suivante
La saison 1989-1990 du Championnat du Ghana de football est la trente-et-unième édition de la première division au Ghana, la Premier League. Elle regroupe, sous forme d'une poule unique, les seize meilleures équipes du pays qui se rencontrent deux fois, à domicile et à l'extérieur. En fin de saison, les trois derniers du classement sont relégués et remplacés par les trois meilleures formations de deuxième division.
C'est le club d'Asante Kotoko, tenant du titre, qui remporte à nouveau le championnat cette saison après avoir terminé en tête du classement final, devant Hearts of Oak SC. C'est le quinzième titre de champion du Ghana de l'histoire du club.

## Les clubs participants
| - Hearts of Oak - Asante Kotoko - Goldfields SC - Great Olympics - Real Tamale United - Bofoakwa Tano FC - Eleven Wise - Mysterious Dwarfs | - Cornerstones Kumasi - Sekondi Hasaacas - Voradep FC - Promu de D2 - Venomous Vipers - Kumapim Star - Promu de D2 - Brong Ahafo United - Okwahu United - Soccer Missionaries - Promu de D2 |

## Compétition
Le barème de points servant à établir les classements se décompose ainsi :
- Victoire : 3 points
- Match nul : 1 point
- Défaite : 0 point

### Classement
| Rang | Équipe               | Pts | J  | G | N | P | Bp | Bc | Diff |
| ---- | -------------------- | --- | -- | - | - | - | -- | -- | ---- |
| 1    | Asante Kotoko'T'C    | 78  | 30 |   |   |   |    |    |      |
| 2    | Hearts of Oak SC     | 75  | 30 |   |   |   |    |    |      |
| 3    | Okwahu United        |     | 30 |   |   |   |    |    |      |
| 4    | Brong Ahafo United   |     | 30 |   |   |   |    |    |      |
| 5    | Cornerstones Kumasi  |     | 30 |   |   |   |    |    |      |
| 6    | Real Tamale United   |     | 30 |   |   |   |    |    |      |
| 7    | Voradep FCP          |     | 30 |   |   |   |    |    |      |
| 8    | Great Olympics       | 43  | 30 |   |   |   |    |    |      |
| 9    | Soccer MissionariesP | 40  | 30 |   |   |   |    |    |      |
| 10   | Kumapim StarP        | 42  | 30 |   |   |   |    |    |      |
| 11   | Eleven Wise          | 41  | 30 |   |   |   |    |    |      |
| 12   | Bofoakwa Tano FC     | 41  | 30 |   |   |   |    |    |      |
| 13   | Goldfields SC        | 41  | 30 |   |   |   |    |    |      |
| 14   | Mysterious Dwarfs    | 39  | 30 |   |   |   |    |    |      |
| 15   | Sekondi Hasaacas     |     | 30 |   |   |   |    |    |      |
| 16   | Venomous Vipers      |     | 30 |   |   |   |    |    |      |

|  | Qualification pour la Coupe des clubs champions africains 1991                        |
|  | Qualification pour la Coupe des Coupes 1991                                           |
|  | Qualification pour la Coupe de l'UFOA 1991                                            |
|  | Relégation directe en deuxième division                                               |
|  | T : Tenant du titre C : Vainqueur de la Coupe du Ghana P : Promu de deuxième division |

## Bilan de la saison
| Championnat du Ghana de football 1989-1990 |                           |
| Champion                                   | Asante Kotoko (16e titre) |
| Coupes et trophées                         |                           |
| Vainqueur de la Coupe du Ghana 1989-1990   | Asante Kotoko             |
| Qualifications continentales               |                           |
| Coupe des clubs champions africains 1991   | Hearts of Oak SC          |
| Coupe des Coupes 1991                      | Asante Kotoko             |
| Coupe de l'UFOA 1991                       | Okwahu United             |
| Promotions et relégations                  |                           |
| Promus en Premier League                   | Upper West Heroes         |
| Promus en Premier League                   | Dawu Youngstars           |
| Promus en Premier League                   | Afienya United            |
| Relégués en Second League                  | Mysterious Dwarfs         |
| Relégués en Second League                  | Sekondi Hasaacas          |
| Relégués en Second League                  | Venomous Vipers           |